# Alexandru Nicula
Alexandru Nicula (n. 17 februarie 1913, Târlișua, Bistrița-Năsăud – d. 20 august 2015, Dej) a fost preot greco-catolic, prelat papal, fost protopop unit al Clujului, deținut politic, unul din liderii rezistenței greco-catolice din România.

## Viața
În anul 1935 a absolvit Academia Teologică Unită din Cluj, după care a fost trimis de episcopul Iuliu Hossu pentru aprofundarea limbii franceze și obținerea unei licențe suplimentare în Franța, la Facultatea de Teologie Catolică a Universității din Strasbourg, mutându-se în 1939, din cauza războiului, la Universitatea "Clermont-Ferrand" și ulterior la Universitatea Catolică. În 1947 a devenit protopop unit al Clujului. În data de 22 iunie 1948, Alexandru Nicula a fost arestat după denunțul unui tânăr preot ortodox, pe motiv că a predicat împotriva regimului comunist instaurat în România.
După interzicerea Bisericii Române Unite cu Roma, pe motiv că a refuzat să treacă la Biserica Ortodoxă Română, a fost trimis cu domiciliu forțat la Dej. În 1951, a fost din nou arestat și trimis la Canal.
În 1956, după eliberare, a fost angajat ca muzeograf la Casa Karácsonyi din Gherla. În paralel, a dat ore de franceză și a oficiat botezuri și căsătorii în clandestinitate. Ulterior a fost angajat ca economist la Dej, unde a continuat păstorirea clandestină.
Demersurile sale pentru retrocedarea Bisericii Adormirea Maicii Domnului din Dej s-au concretizat în două sentințe de restituire, pronunțate de Judecătoria Dej și Tribunalul Cluj în anii 2002 și 2003, după peste zece ani de procese. Sentințele de restituire au fost schimbate de Curtea de Apel Cluj și ÎCCJ în recurs, iar vechea casă parohială greco-catolică a fost vândută de către Parohia Ortodoxă Dej III în anul 2000 către un om de afaceri.
În februarie 2015, cu ocazia zilei de naștere, i-a fost înmânată o “Diplomă de longevitate” în semn de respect pentru viața dedicată credinței și oamenilor. 
Părintele Alexandru Nicula a fost desemnat Cetățean de onoare al Municipiului Dej și prelat papal onorific.
S-a stins din viață la data de 20 august 2015, la vârsta de 102 ani.